# Budweiser Brewing Group UK&I
Die Budweiser Brewing Group UK&I (von 2008 bis 2019: AB InBev UK; bis 2008: Interbrew UK) ist ein englisches Getränkeunternehmen mit Hauptsitz in Luton. Das Unternehmen hat einen Marktanteil von 17,7 %.

## Geschichte
Ursprung der heutigen AB-InBev UK Limited ist die Übernahme der Bass Brewery durch die damalige Interbrew im Jahr 2000. Noch im selben Jahr übernahm Interbrew auch die The Whitbread Beer Company, damals die drittgrößte Brauereigruppe des Vereinigten Königreichs. Nach Überprüfung durch britische Behörden wurde Interbrew gezwungen drei der erworbenen Brauereien zu verkaufen. Käufer war Molson-Coors. Darunter auch die Bass-Brewery in Burton-upon-Trent, nicht jedoch die Marke Bass. Im März 2019 nannte sich AB-InBev UK um in Budweiser Brewing Group UK&I.

### Boddingtons Brewery

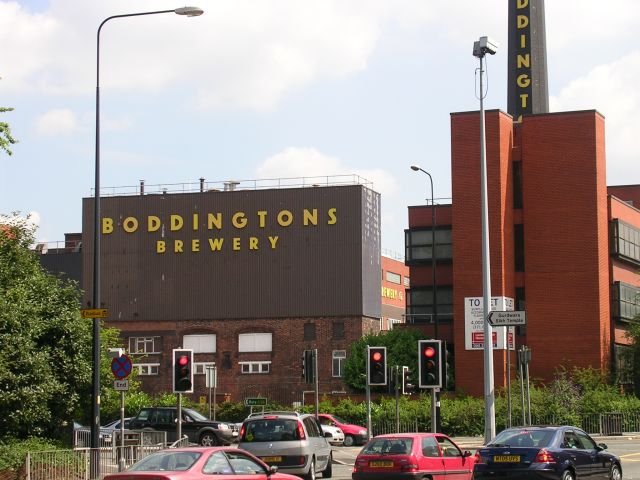
Strangeways Brewery in Manchester

Die Boddingtons Brewery (auch Strangeways Brewery) in Manchester geht auf das Jahr 1778 zurück. Die Marke Boddingtons geht auf Henry Boddington zurück der die Brauerei 1853 erwarb. 1989 wurde die Brauerei durch Whitbread übernommen. 2005 wurde die Brauerei geschlossen. Die Biere der Marke Boddingtons werden seither in Samlesbury gebraut. Das Fassbier jedoch bei der Hydes Brewery. Hydes ist eine Privatbrauerei, die die Biere im Lohnbrauverfahren für AB InBev UK herstellt.

### Camden Town Brewery

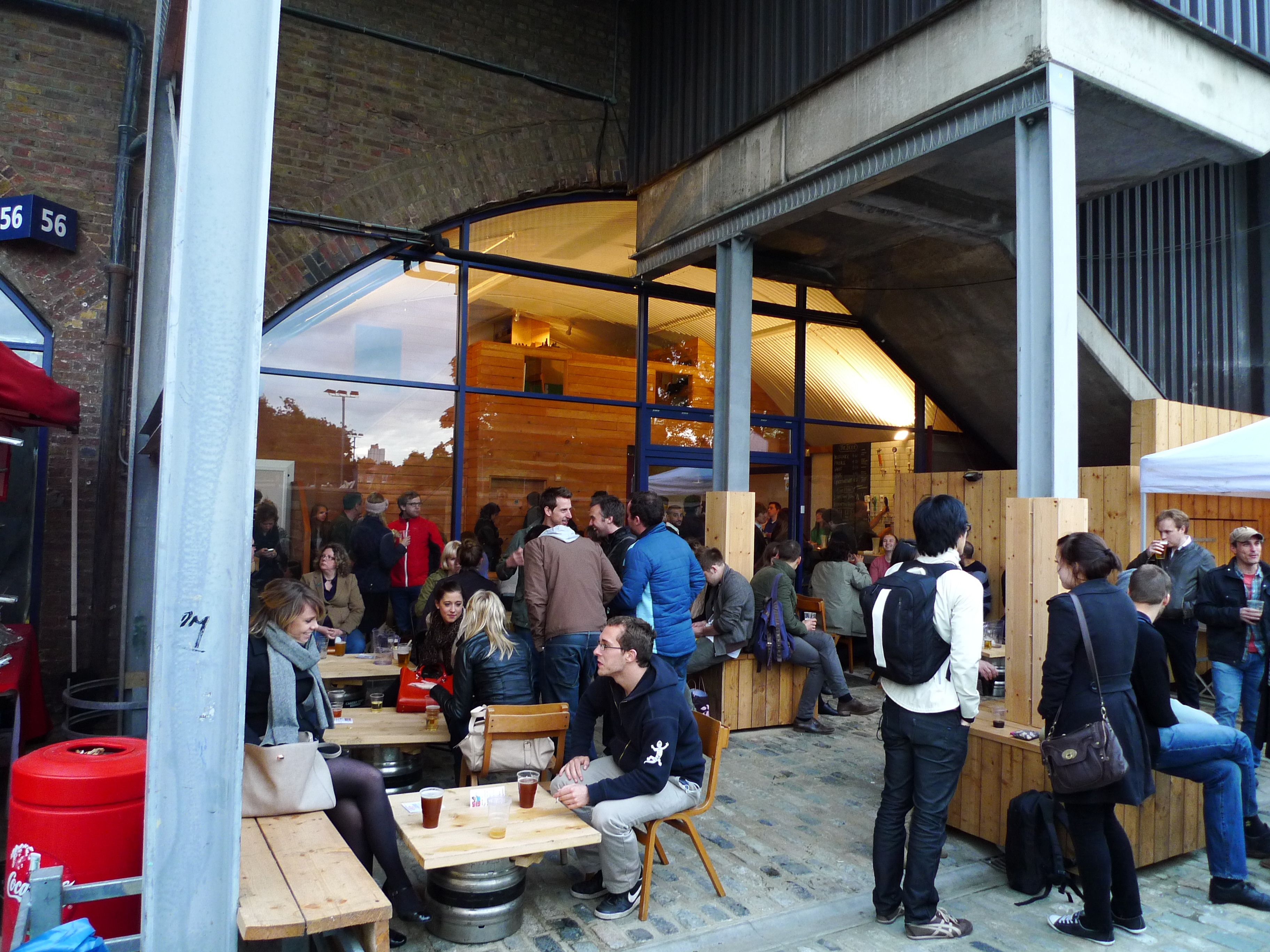
Camden Town Brauerei und Ausschank

2010 wurde in London die Camden Town Brewery als Craft Brewery gegründet. 2015 wurde die Brauerei für 85 Mio. Pfund von AB-InBev übernommen. Die Produktion beträgt jährlich rund 60.000 hl. Um die Kapazität zu erweitern errichtet Camden Town gerade eine zweite, größere Brauerei in Enfield.

### Magor Brewery
Die Brauerei im walisischen Magor wurde 1979 von Whitbread errichtet. Heute werden dort die Biere der Marken Stella Artois und Budweiser für den britischen Markt gebraut. 2015 arbeiteten dort 308 Arbeiter. Heute ist die Magor Brewery die größte von AB InBev UK. Jährlich werden rund 4,5 Mio. hl Bier produziert.

### Samlesbury Brewery

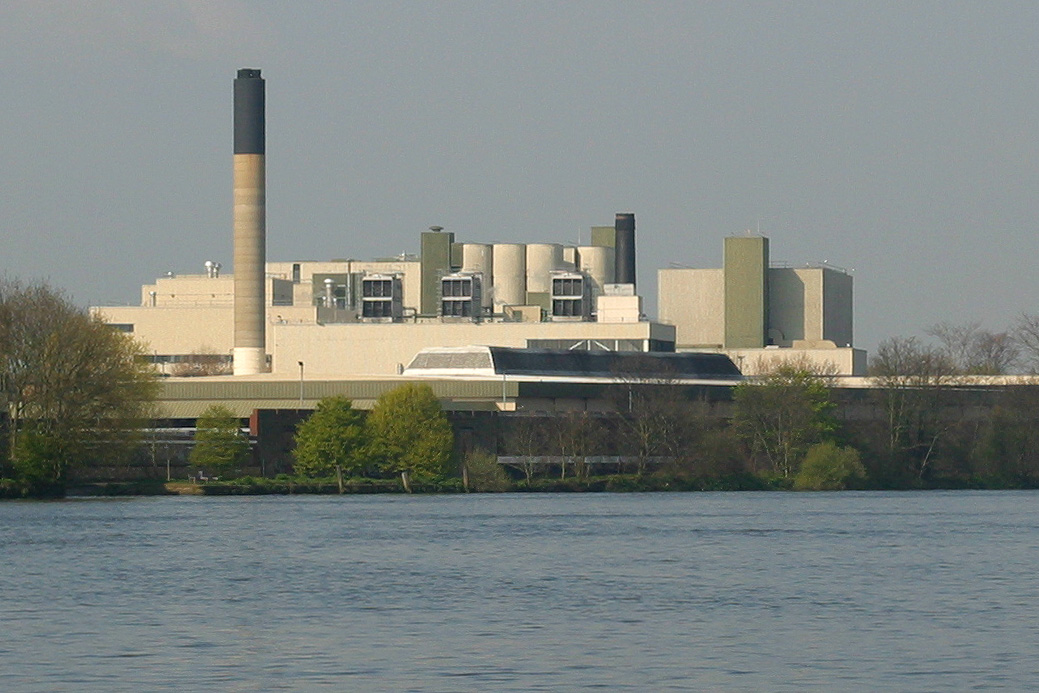
Mortlake Brewery

Die Samlesbury Brauerei wurde 1972 von Whitbread errichtet. Heute werden dort Biere der Marken Stella Artois, Budweiser, Brahma, Bass und Boddingtons gebraut. Die 250 Mitarbeiter produzieren jährlich rund 2,5 Mio. hl davon.

### Stag Brewery
Die Stag Brewery liegt im Londoner Stadtteil Mortlake am Ufer der Themse. Dort wurde in einem Kloster bereits 1487 Bier gebraut. Die Stag Brewery selbst geht auf das Jahr 1514 zurück. 1898 übernahm die James Watney & Co. Brauerei die Brauerei in Mortlake. Das Brauunternehmen wird später als Watney Combe & Reid und Watney Mann bekannt. Die Stag Brewery wurde von Watney Mann 1991 an Anheuser-Busch verkauft. 2015 wurde die Brauerei geschlossen. Zuletzt wurden dort Biere der Marke Budweiser gebraut. Das Gelände wurde von der singapurischen City Development Limited erworben, und mit Wohnungen bebaut.

### Wellpark Brewery
Die Brauerei in Glasgow wurde 1740 gegründet. 2000 wurde sie von Interbrew übernommen. Im August 2009 wurde die Brauerei an den schottischen Ciderproduzenten C&C Group verkauft.

## Marken

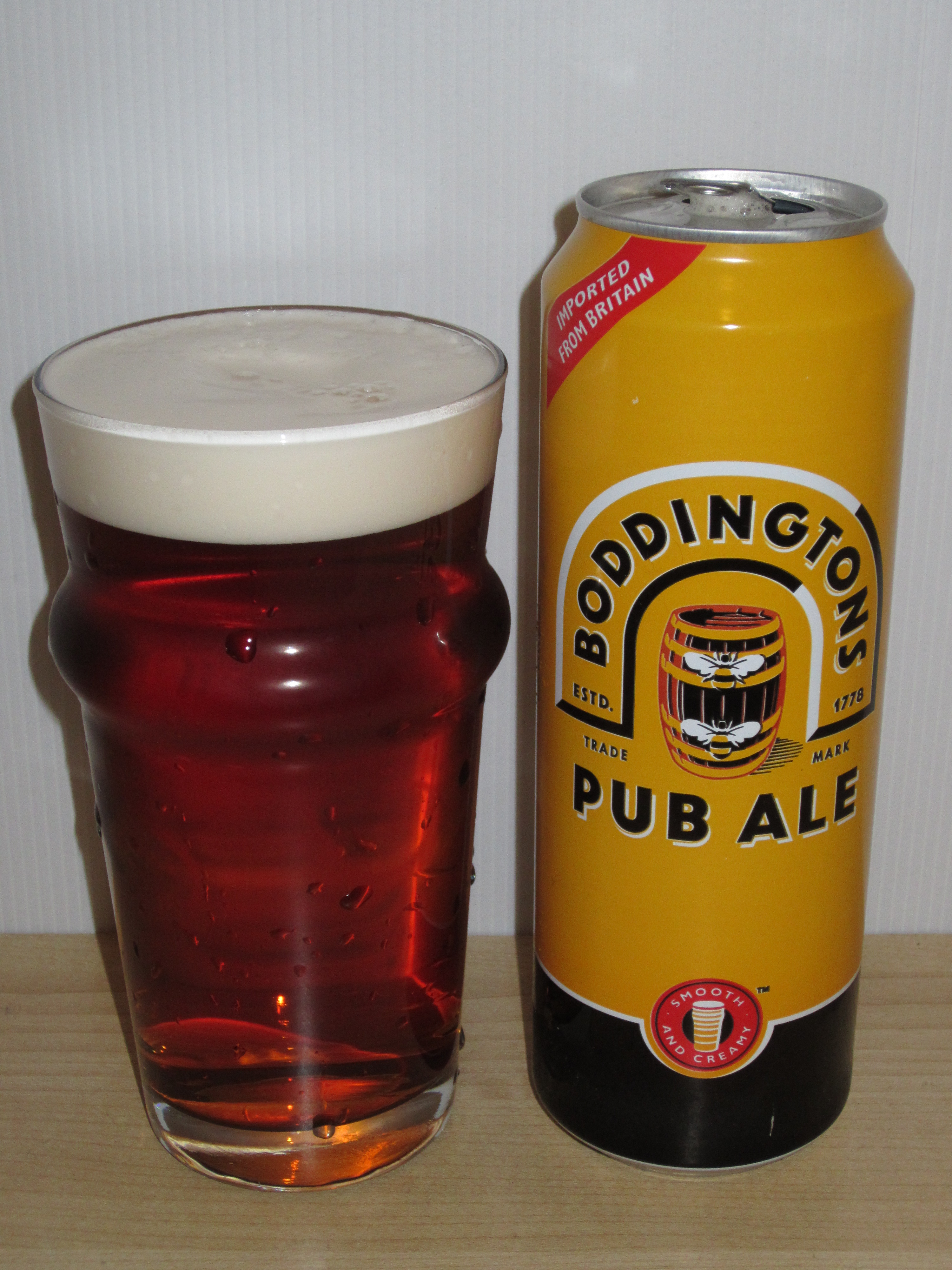
Boddingtons Ale

Budweiser Brewing Group UK&I produziert bzw. vertreibt folgende Biermarken:
- Budweiser (Anheuser-Busch)
- Corona
- Leffe
- Stella Artois
- Beck's
- Camden Town
- Goose Island